# Ove Hansen (sagfører)
 Der er flere personer med dette navn, se Ove Hansen. (Se også artikler, som begynder med Ove Hansen)
Ove Hansen (født 4. januar 1925 i København, død 4. marts 2013 i Viborg) var en dansk landsretssagfører.
Han blev cand. jur. 1951 og landsretssagfører 1958 med møderet for Højesteret 1963. 1986-93 var han formand for Advokatsamfundets Erstatningsfond og 1980-85 medlem af Strafferetsplejeudvalget. 1990-94 var Hansen formand i Skattesagsfonden og 1964-93 i Sundolitt A/S. Fra 1977 var han medlem af Advokatrådet. Han var også medlem af hovedbestyrelsen i Spastikerforeningen og Ridder af 1. grad af Dannebrogordenen (siden 24. oktober 1994).
Han blev gift 7. marts 1953 med sygeplejerske Ingeborg Dalgaard (født 4. juli 1928), datter af proprietær Christian Dalgaard og hustru.